# La buena vida (film, 1966)
Pour les articles homonymes, voir La buena vida.
Pour plus de détails, voir Fiche technique et Distribution.
La buena vida est un film argentin en noir et blanc, sorti le 9 juin 1966 et réalisé par René Mugica selon un scénario de Carlos Latorre.
En vedette José María Langlais, Fernanda Mistral, Zulma Faiad et Beatriz Taibo.

## Synopsis
Un employé modeste obtient de son patron qu'il lui confie une grosse somme d'argent.

## Fiche technique
- Titre : La buena vida
- Réalisation : René Mugica
- Scénario : Carlos Latorre
- Musique : Horacio Malvicino
- Photographie : Aníbal González Paz
- Montage : José Serra et Higinio Vecchione
- Pays :  Argentine
- Genre : Comédie
- Durée : 85 minutes
- Dates de sortie : 
  -  Argentine : 9 juin 1966

## Distribution
- José María Langlais
- Fernanda Mistral
- Zulma Faiad
- Beatriz Taibo
- Santiago Gómez Cou
- Maurice Jouvet
- Nathán Pinzón
- Onofre Lovero
- Ángeles Martínez
- Tito Alonso
- Nelly Beltrán
- Beto Gianola
- Elda Dessel
- Mario Savino
- Haydeé Padilla
- Eduardo Humberto Nóbili
- Linda Peretz
- Renée Oliver
- Greta Williams
- Pepe Armil
- Lita Landi